# IPad mini (第5世代)
iPad mini（アイパッド ミニ）5は、Appleが開発、販売したタブレット型コンピュータである。2019年3月18日にiPad Air (第3世代)とともにプレスリリースされ、ライブ公開イベント無しで発表された初のminiシリーズでもある。同日に前世代のiPad mini 4の販売も終了した。

## 概要
6コア（高性能2コア+高効率4コア）を有するApple A12チップを搭載しているため先代より処理速度が66%上昇しており、iPhone XRと同様の3GBのLPDDR4Xメモリを内蔵している。
ディスプレイはアップグレードした7.9インチのRetinaディスプレイと、iPhone 8以降に引き続いて、環境に応じて色と輝度を自動調節するTrue Toneディスプレイを採用している。ただし、12.9インチiPad Pro (第2世代)以降のiPad Proが搭載しているProMotionディスプレイは非対応である。
フロントカメラはiPhone 7以来の7MP（1080p）を搭載する一方、リアカメラはiPad Air 2以来の8MP（1080p）とやや古いため、4K解像度での録画などはできないが、シリーズとしては初めてLive Photosの撮影に対応した。
また、Bluetooth 5.0とminiシリーズとしては初めてApple Pencil（第1世代）に対応した。充電には前年発売の12.9インチiPad Pro (第3世代)や11インチiPad Pro (第1世代)で採用されたUSB-C端子でなく、Lightning端子を採用。同じくホームボタンとイヤホン端子もiPad mini 4から引き続き採用している。全体のサイズはiPad mini 4と同じであり、ベゼルレスデザインを採用しなかったため、外見もiPad mini 4に非常によく似ている。そのため、液晶保護フィルムやSmart CoverはiPad mini 4から流用できるが、微妙にカメラや音量ボタン配置が変わっているので、iPad mini 4用の背面を包むケースは流用できない。また、マイクの位置がiPad mini 4はリアカメラの横にあったが、本モデルは本体上部に移動している。筐体デザインで大きく異なる部分がダイヤモンドカットの加工方法がiPad mini 4では光沢のある加工だったが、本モデルでは光沢がなくなっている。
Apple A12 Bionicを採用している点やTrue Toneディスプレイを採用している点など、同時期に発売されていたiPad (無印)シリーズのiPad (第6世代)のmini版というより、Smart Keyboardには対応していないが、同時発売のiPad Air (第3世代)のmini版といった位置づけである。

## iPadモデルの変遷
（横スクロールできる画像です）